# Trachycephalus helioi
Trachycephalus helioi é uma espécie de anfíbio da família Hylidae. Endêmica do Brasil, pode ser encontrada em áreas de terra firme no município de Juruti, no estado do Pará.